# Vohwinkel

Staden Vohwinkels historiska vapen.

Vohwinkel är efter Elberfeld och Barmen den tredje största stadsdelen i Wuppertal i Nordrhein-Westfalen. Vohwinkel var fram till 1929 en självständig stad och tillhörde Kreis Mettmann. 1877-1929 var staden dessutom residensstad i denna landkreis.